# Maria-Theresia Schafmeister
Maria-Theresia Schafmeister  (* 30. Oktober 1958 in Essen) ist eine deutsche Geologin.
Schafmeister legte ihr Abitur in Schleswig ab und studierte Geologie und Paläontologie an der Christian-Albrechts-Universität zu Kiel (Diplom 1984) und an der FU Berlin, an der sie 1989 promoviert wurde (Dissertation Geostatistische Simulationstechniken als Grundlage der Modellierung von Grundwasserströmung und Stofftransport in heterogenen Aquifersystemen). Sie war danach an der FU Berlin und 1993 Gastwissenschaftlerin an der Universität Laval in Québec und wurde 1998 an der FU Berlin in angewandter und mathematische Geologie habilitiert. 1998 wurde sie Professorin für Angewandte Geologie und Hydrologie an der Ernst-Moritz-Arndt-Universität Greifswald. Seit 2000 engagiert sie sich in den Gremien der Universität und Mitte September 2008 wurde sie zur ersten Senatsvorsitzenden in der Universitätshistorie gewählt.
Sie befasst sich mit der Modellierung von Grundwasserströmung und Transport im Grundwasser und Bewertung von Grundwasserverschmutzung mit statistischen Methoden.
2010 erhielt sie den Karl-Heinrich-Heitfeld-Preis für Angewandte Geologie.
Sie war  Herausgeberin des Hydrogeology Journal und Mitherausgeberin der Zeitschrift Grundwasser der DGG. Sie war Vorsitzende der Fachsektion Hydrogeologie der Deutschen Geologischen Gesellschaft – Geologische Vereinigung (DGGV) (2017).
Der Deutsche Bundestag wählte Schafmeister am 5. November 2020 mit Ausnahme von Stephan Brandner einstimmig zum Mitglied des Nationalen Begleitgremiums zur Endlagersuche. Sie löste den ausscheidenden Michael Succow ab.

## Schriften
- Geostatistik für die hydrogeologische Praxis. Springer, Berlin / New York 1999, ISBN 3-540-66180-8.